# 西摩尔远征

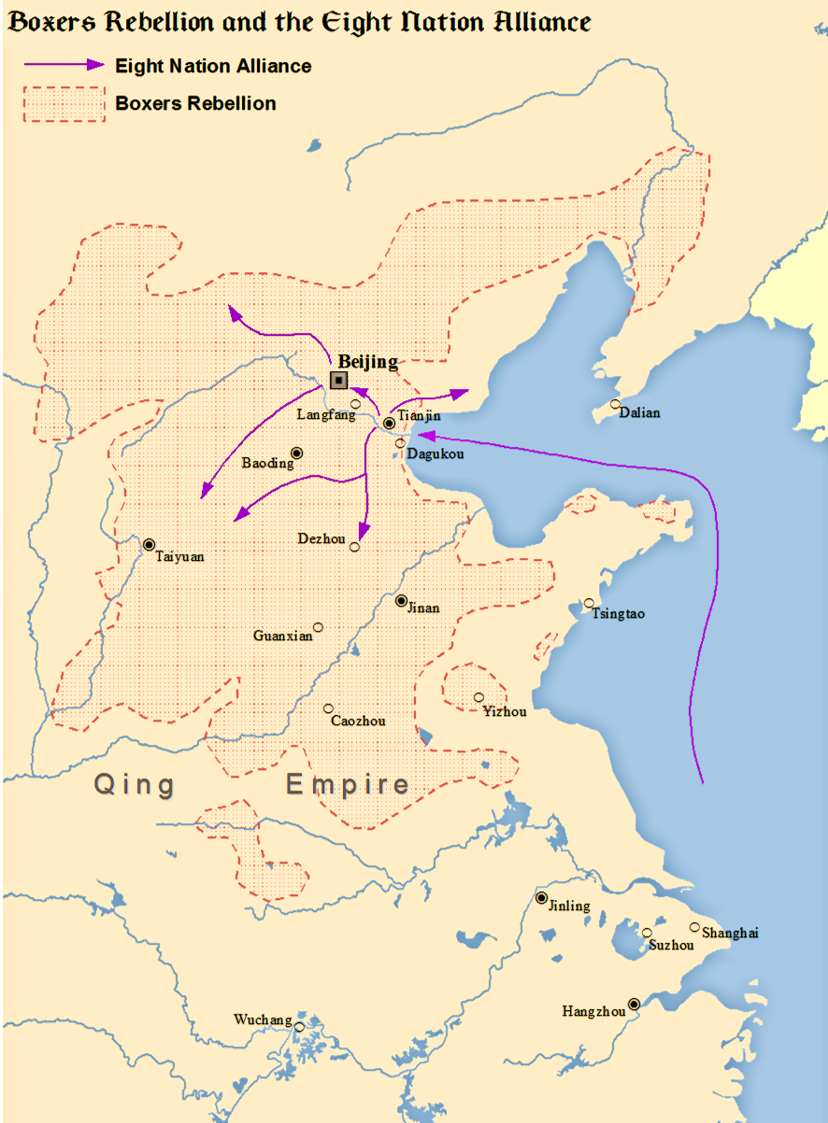
1900–1901年间的义和团与八国联军

西摩尔远征（英語：Seymour Expedition）是八国联军于1900年在中国为保护北京城中的本国外交人员及公民免遭义和团拳民伤害而发动的一场军事行动。最终，中国军队击败西摩尔远征军，迫使其撤回天津。

## 历史背景
1900年5月及6月间，义和团拳民开始有组织地向京师进发，清廷对拳民问题很是为难，最怕这些人扛起反清之旗帜。另外，东西洋列强的在华公民以及华北地区的中国基督教徒的生命及财产安全都受到了义和团的严重威胁。各国驻京公使馆都开始请求国家派兵援助。5月31日，来自八国联军的400余名海军陆战队员及海军官兵进入京师，但拳乱愈演愈烈，这些部队显然人数不足。6月9日，英国驻华使臣窦纳乐爵士给皇家海军中国舰队司令爱德华·霍巴特·西摩尔海军中将发去电报，称北京局势已非常严峻，必须调遣部队上岸向这座清帝国的都城进发。
西摩尔在收到电报的24小时之内就从各列强海军的舰上人员中组织起了一支两千多人的远征军，准备从距北京75英里远的天津用铁路将部队输送到位。远征军中共有916名英军、455名德军、326名俄军、158名法军、112名美军、54名日军、41名意军以及26名奥匈军。西摩尔的参谋长是约翰·杰利科上尉。远征军中的美军部队指挥官是美国海军上尉鲍曼·H·麦卡拉。
身在北京的各国外交人员估计西摩尔会在6月11日带兵赶到，西摩尔远征军在起兵时未得到清廷许可，因此他们发起的这场军事行动已构成对中国的武装入侵，中方果断做出了反应。

## 向北京进军
6月10日上午，西摩尔麾下的远征军乘五列火车从天津出发，直奔北京。当日，远征军在路途的前25英里中未遭任何变故，在杨村经桥梁跨越海河，聂士成和他的上千名士兵虽然就驻扎在当地，但未对八国联军进行任何抵抗，背后的原因是满族大臣荣禄想要抢功，打算先破坏铁路，再独自率部抓获所有京城中的外国使者，于是便给聂士成下达了前后矛盾的命令，后者的部队就这样把洋人的军队从眼皮子底下放走了。接下来的几天对洋人们来说过得十分漫长，西摩尔远征军在前进途中不仅得维修铁轨，还得抗击围攻列车的义和团。6月14日，几百名装备着刀剑、红缨枪以及异常笨重的抬枪的拳民对西摩尔远征军发动了两场进攻，最终只打死了5名意军士兵。其中一场战斗结束后，美军在战场上一共统计到102名拳民尸体。
清廷得知西摩尔带兵进犯京师后改变了此前的态度，决定将拳民纳入清军，派兵迎击八国联军。

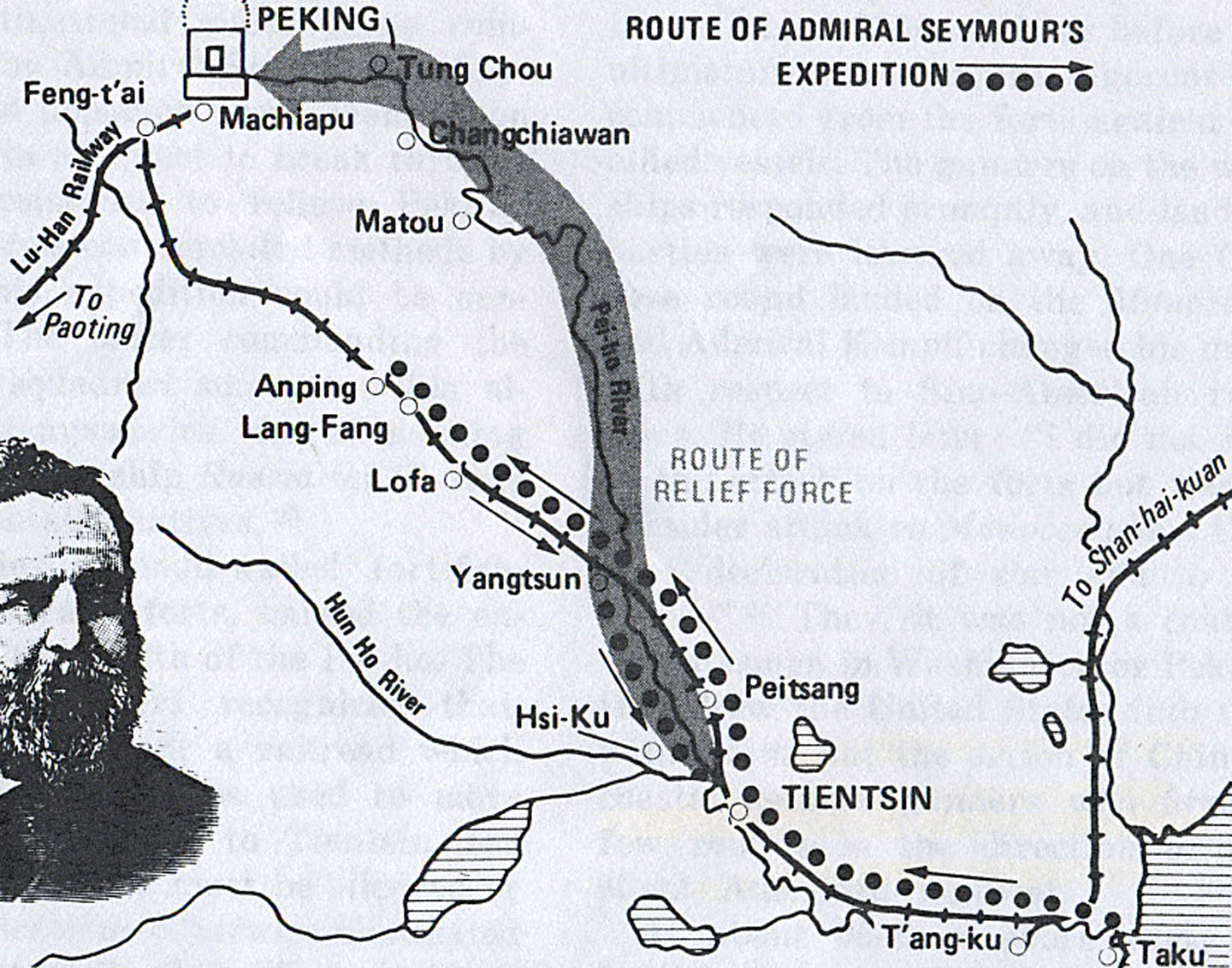
西摩尔远征路线

### 廊坊阻击战
董福祥将军及其麾下的甘军（甘肃的回族士兵组成的部队）负责伏击来犯都城的洋人。马福祥将军与马福禄将军亲自制定计划，身先士卒冲锋陷阵，对敌方展开钳形攻势。6月18日，驻扎在北京南郊的Hunting Park的董福祥部对多个地点发动进攻，其中就包括廊坊。甘军及义和团共有约5000人，其中还有配备着现代化来复枪的骑兵。八国联军击退了中方的进攻，德军部队在其中发挥的作用最大，以7死57伤的代价打死上百名敌军。甘军损失200余人，义和团也损失了200余人。最终，西摩尔及其属下军官由于伤兵需要有人照顾、补给品缺乏以及中方还可能继续进攻等因素决定撤回天津。中国军队在廊坊发动的突然袭击正是对两天前发生的大沽口炮台之战的回应，清廷在大沽口炮台之战后才做出反击西摩尔远征军以及彻底清除列强在华北的势力的决定。
廊坊战役中，仅装备着刀剑和红缨枪的义和团拳民对英美部队发动了冲锋，英军的主要武器为李-梅特福德步枪，美军的主要武器则是M1895李氏海军步枪。当时曾有一名拳民在近距离被一名英军打中4枪后才倒了下去。美军上尉麦卡拉也在战后报告称一发步枪弹根本无法击倒一名拳民，必须有多名士兵对其进行齐射才有效。

## 八国联军的撤退
在西摩尔的命令下，远征军的五列火车全部沿原路返回天津，但到了海河才发现中国人已经把他们之前经过的桥摧毁了。现在摆在远征军面前的有两个选择，一是乘船渡过海河，之后沿着铁路徒步行军18英里，抵达天津；二是沿着海河徒步行军30英里抵达天津。主要由海军士兵组成的远征军最终决定沿河行军，虽然他们都知道第一条路更短且沿途基本都是开阔地带。在这第二条路上，海河沿岸都是人口密集的村庄，每隔1.5英里就会有义和团拳民从民居中冲出来发动袭击。
西摩尔远征军沿海河的撤退之路漫长而又艰难，他们在撤退首日仅走了3英里。参谋长杰利科上尉也受了重伤，险些丧命。6月22日，远征军已耗尽了军粮，平均每人的剩余子弹数量不足十发，只有携带了更多弹药的美军的状况稍好。但据说整支部队从未想过投降。
若非突遇巧合，西摩尔的2000名士兵很可能会在撤退途中全军覆没。6月23日，西摩尔远征军来到了距天津6英里处的清军西沽武库，出于不明原因，整个要塞几乎无人防守。远征军把这座军火库当成了避难所，补足了弹药，还找到了一些食物。意识到已经铸成大错的清军之后想要把西摩尔的部队赶出去，但后者在得到喘息之机后击退了中国人的进攻。
西摩尔远征军向天津求援的前兩次嘗試都失敗。远征军第三次派出英国人雇佣的一名中国仆人，他游過海河，說服拳民與武衛軍放過他，終於抵達天津求援。6月25日，一支2000人的救援部队离开天津，前往西沽武库，于次日护送西摩尔远征军返回天津。中国军队没有在此期间继续攻击敌军。一名传教士对远征军回到天津时的情况进行了如下描述：“我到死也不会忘记这一天，风尘仆仆、疲惫不堪的士兵们排着长长的队列进了城，得不到足够的粮食配给，日复一日地战斗了两个星期……好心的民妇们拎着一桶桶的茶水犒劳他们，那帮可怜的军人们当时的样子就跟从来没喝过水一样，有些人甚至痛哭流涕。”西摩尔远征军的2000名官兵中共有62人在行动中阵亡，232人受伤。
在北京，外国公使馆中的洋人们依旧身处重围之中，对西摩尔远征军的失败一无所知，还盼望着他们会来救自己。就连清政府当时都不知道自己的军队击退了西摩尔远征军。

## 评价
部分西方学者将西摩尔远征称作一场“惨败”与“耻辱”。西摩尔在事前低估了对手，以为不会遇到强烈抵抗就能进入北京。结果“西摩尔远征军成了义和团和清军的活靶子，这帮援军反倒需要别的部队去救他们了”。同时，义和团和清军在北京对东西洋军民进行了长达55天的围困，西摩尔远征失败后，八国联军用了一个多月才重新组织起一支规模更大、装备更好的援军，以解东交民巷之围。
在西摩尔远征中，冲向敌阵的义和团拳民只装备着刀剑、红缨枪、来复枪以及抬枪，他们中的大多数人也只是年轻人和普通农民，与职业军人的素质相去甚远。有时，拳民会在战场上装死，再对放松了警惕的敌军发起突然袭击。曾有一名叫Bigham的八国联军士兵称义和团拳民“无所畏惧、毫不犹豫”。
出于多种原因，西摩尔远征最终失败。其中最主要的因素就是西摩尔极大地低估了中方的抵抗能力。英国杂志《旁观者》指出，“远征军以为无论规模多小的欧洲军队都能击败人数比他们多得多的中国军队”。其他原因还包括远征军与天津指挥部之间缺乏联络，电报通讯被切断后，八国联军过于依赖铁路运输，却不能对铁路线进行足够的保护，西摩尔海军中将在这个远征计划上表现出的短视与无谋给接下来的失败埋下了伏笔。

## 引用
1. ↑  Paul A. Cohen. . Columbia University Press. 1997: 49  [2010-06-28]. ISBN 0-231-10651-3.
2. 1 2  Fleming, p. 89
3. 1 2  Harrington 2001，第34頁.
4. 1 2  Leonhard 2011，第11頁.
5. ↑  Marina Warner.  illustrated, reprint. Cardinal. 1974: 227  [2011-09-01]. ISBN 0-351-18657-3. （原始内容存档于2021-09-05）.
6. ↑  Leonhard 2011，第12頁.
7. ↑  Thompson, Larry Clinton. William Scott Ament and the Boxer Rebellion: Heroism, Hubris, and the Ideal Missionary.  Jefferson, NC: McFarland, 2009, p. 61
8. ↑  Jonathan R. Adelman, Zhiyu Shi. . Volume 43 of Institute of International Relations English monograph series. Institute of International Relations, National Chengchi University. 1993: 132  [2011-09-01]. ISBN 957-9368-23-6. （原始内容存档于2021-09-05）.
9. ↑  , China LX Net, （原始内容存档于2016-03-03） （中文）.
10. ↑  Arthur Henderson Smith.  2. Fleming Revell. 1901: 441  [2010-06-28]. （原始内容存档于2022-04-07）.
11. ↑  Ralph L. Powell. . Princeton University Press. 1955: 113–  [2021-09-06]. ISBN 978-1-4008-7884-0. （原始内容存档于2022-01-28）.
12. ↑  Davids, p. 107.
13. ↑  Bacon, Admiral RH The Life of John Rushworth, Lord Jellicoe. London: Cassell, 1936, p. 108
14. ↑  Davids, p. 83; Fleming p. 103
15. ↑  Robert B. Edgerton. . WW Norton & Co. 1997: 72  [2010-11-28]. ISBN 0-393-04085-2.
16. ↑  Thompson, p. 103
17. ↑  Bacon, 109-111
18. ↑  Wurtzbaugh, Lt. Daniel W. "The Seymour Relief Expedition." Proceedings of the U.S. Naval Institute, June 1902, p. 215
19. ↑  Bigham, Charles Clive. A Year in China. London: Macmilian, 1901, p. 187
20. ↑  Emily Abdow.  (PDF). Washington, DC: Naval History and Heritage Command, Department of the Navy: 23. 2023.
21. ↑  Bacon, p. 116
22. ↑  Nat Brandt. . Syracuse University Press. 1994: 181  [2011-09-01]. ISBN 9780815602828.
23. ↑  Peter Fleming. . Dorset Press. 1990: 97  [2011-09-01]. ISBN 0-88029-462-0. （原始内容存档于2021-09-05）.
24. ↑  Marilyn Blatt Young. . Volume 36 of Harvard East Asian series. Harvard University Press. 1969: 147  [2011-09-01]. （原始内容存档于2021-09-05）.
25. ↑  Leonhard 2011，第13頁.
26. ↑  Diana Preston. . USA: Bloomsbury Publishing. 2000: 94  [March 4, 2011]. ISBN 0-8027-1361-0. （原始内容存档于2021-04-22）.
27. ↑  Paul Henry Clements. . New York: Columbia University. 1915: 134  [2011-09-01]. （原始内容存档于2021-09-05）. Report of Seymour to Admiralty, China No. 3 (1000), no. 219. |issue=被忽略 (帮助)
28. ↑  Lanxin, Xiang. . Routledge. 2003: 265  [2021-09-06]. ISBN 0-7007-1563-0. （原始内容存档于2022-01-28）.
29. ↑  Elliott, Jane E. . Hong Kong: Chinese University Press. 2002. ISBN 962-996-066-4.